# Gauliga Schlesien 1933/34

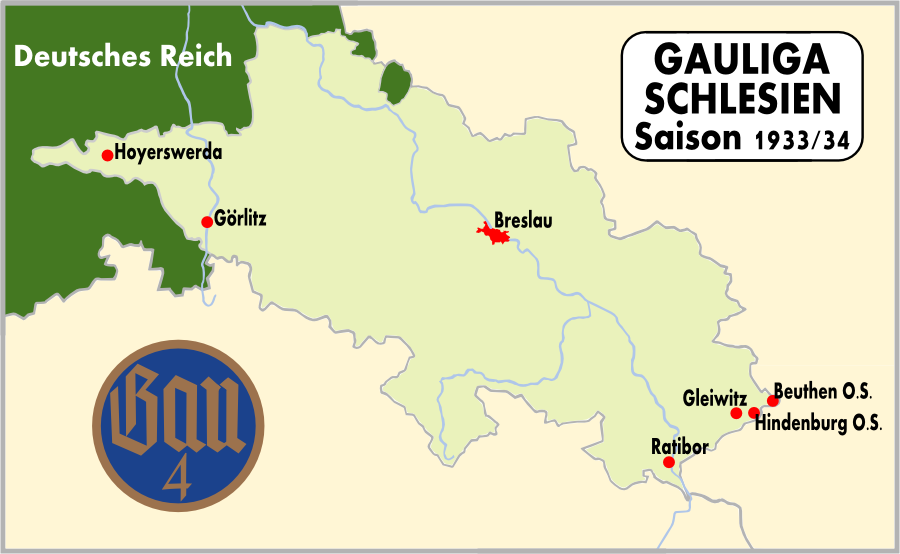
Plaatsen waar de Gauliga Schlesien 1933/34 gespeeld werd

De Gauliga Schlesien 1933/34 was het eerste voetbalkampioenschap van de Gauliga Schlesien. De Gauliga werd in 1933 in het leven geroepen als nieuwe hoogste klasse in het Duitse voetbal en had zestien regionale onderverdelingen. Beuthener SuSV 09 werd kampioen en plaatste zich voor de eindronde om de Duitse landstitel, waar de club in de groepsfase uitgeschakeld werd. 

## Samenstelling
De clubs uit de Gauliga Schlesien speelden voorheen in de competities van de Zuidoost-Duitse voetbalbond. De competitie van Neder-Lausitz werd overgeheveld naar de nieuwe Gauliga Berlin-Brandenburg. De andere competities werden allen ondergebracht in de nieuwe Gauliga Schlesien. De minder sterke competities kregen wel niet automatisch een startbewijs. De verdeling was als volgt: 
- De vier beste teams uit de Opper-Silezische competitie 1932/33
  - Vorwärts-Rasensport Gleiwitz
  - Beuthener SuSV 09
  - SpVgg Ratibor 03
  - SC Preußen Hindenburg

- De vier beste teams uit de Breslause competitie 1932/33
  - Breslauer SpVgg 02 (fusie tussen kampioen Breslauer SC 08 en Vereinigte Breslauer Sportfreunde)
  - Breslauer FV 06
  - SC Hertha Breslau
  - SC Vorwärts Breslau

- De vicekampioen uit de  Opper-Lausitzse competitie 1932/33
  - STC Görlitz

- De beste club uit de Neder-Lausitzse competitie 1932/33 die niet uit Cottbus, Forst of Guben komt. 
  - SV Hoyerswerda 1919

## Eindstand
| Plaats | Club                    | Wed. | W  | G | V  | Saldo | Ptn   |
| ------ | ----------------------- | ---- | -- | - | -- | ----- | ----- |
| 1.     | Beuthener SuSV 09       | 18   | 14 | 1 | 3  | 53:24 | 29:07 |
| 2.     | Breslauer SpVg 02       | 18   | 11 | 3 | 4  | 53:27 | 25:11 |
| 3.     | SC Hertha Breslau       | 18   | 11 | 2 | 5  | 44:30 | 24:12 |
| 4.     | Vorwärts-RaSpo Gleiwitz | 18   | 9  | 2 | 7  | 41:23 | 20:16 |
| 5.     | SC Vorwärts Breslau     | 18   | 8  | 3 | 7  | 45:43 | 19:17 |
| 6.     | SpVgg Ratibor 03        | 18   | 6  | 4 | 8  | 40:45 | 16:20 |
| 7.     | SC Preußen Hindenburg   | 18   | 6  | 3 | 9  | 41:41 | 15:21 |
| 8.     | Breslauer FV 06         | 18   | 6  | 2 | 10 | 25:41 | 14:22 |
| 9.     | SV Hoyerswerda 1919     | 18   | 4  | 4 | 10 | 25:53 | 12:24 |
| 10.    | STC Görlitz             | 18   | 2  | 2 | 14 | 27:67 | 06:30 |

|  | Kampioen   |
|  | Degradatie |

## Promotie-eindronde
| Plaats | Club                      | Wed. | W | G | V | Saldo | Ptn. |
| ------ | ------------------------- | ---- | - | - | - | ----- | ---- |
| 1.     | SC Schlesien Haynau       | 4    | 2 | 1 | 1 | 15:14 | 5    |
| 2.     | SpVgg Deichsel Hindenburg | 4    | 2 | 0 | 2 | 10:10 | 4    |
| 3.     | Polizei SV Breslau        | 4    | 1 | 1 | 2 | 10:11 | 3    |

|  | Promotie |